# Festo Kivengere

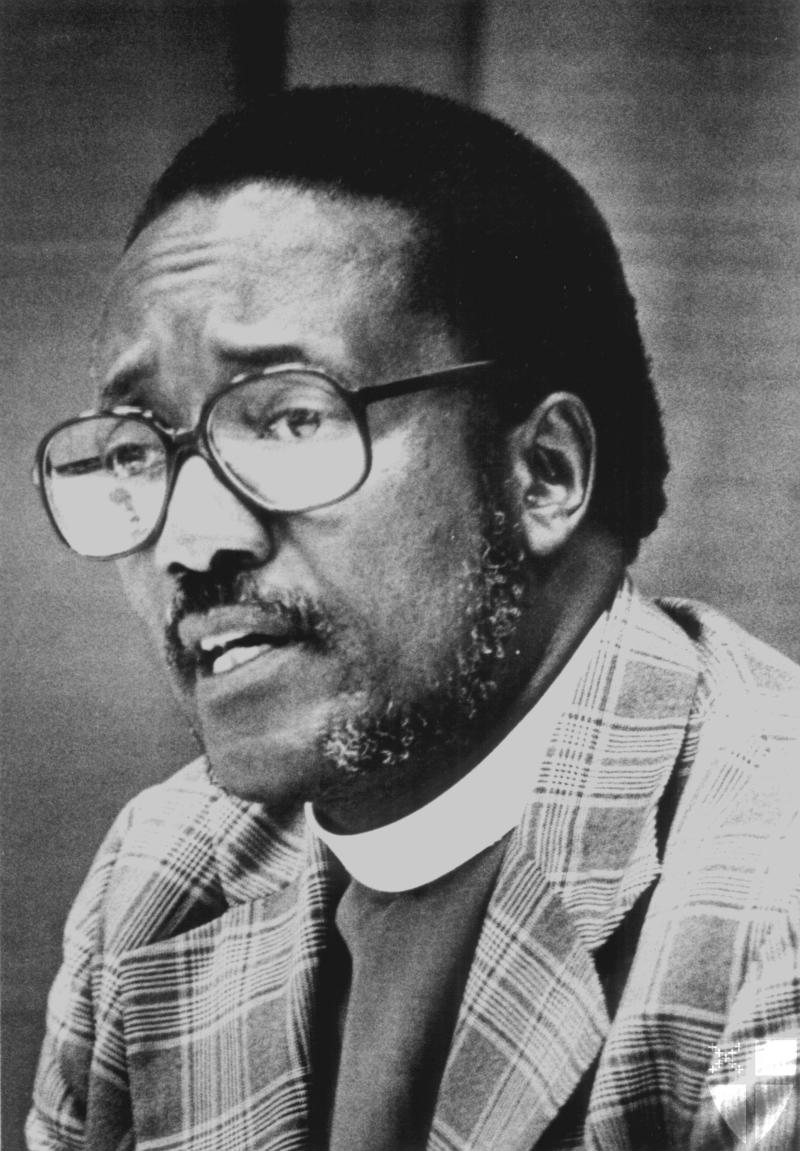
Festo Kivengere

Festo Kivengere (* 1919 in Rukungiri, Uganda; † 1988) war seit 1972 ein Bischof der anglikanischen Kirche von Kigezi, Uganda, und bedeutender Evangelist. Er war internationaler Sprecher der Kirche von Uganda und wurde auch der Billy Graham Afrikas genannt.

## Biografie
Festo Kivengere stammte aus einer animistischen Familie, die im ländlichen Südwesten Ugandas als halbnomadische Hirten lebten. Als er neun Jahre alt war, kamen die ersten afrikanischen Missionare in sein Heimatdorf. Bei ihnen lernte er das Lesen. Sein erstes gelesene Buch war das Lukasevangelium. Festo Kivengere ging in Kyamakanda zur Schule, bevor er die Kigezi High School besuchte. Zu dieser Zeit wandte er sich zunehmend dem Christentum zu und war aktives Mitglied evangelistischer Gruppen. Später ging er auf die Mbarara High School und das Bishop Tucker College in Mukono, in der er als Grundschul-Lehrer ausgebildet wurde. Zwischenzeitlich und unter Einfluss von ausgeflippten Studentenkollegen glitt Kivengere von seinem Glauben ab und wurde alkoholabhängig und Kettenraucher.
Im Jahr 1946 hörte er, dass die Church Missionary Society (CMS) nach Menschen suchte, die als Missionarslehrer arbeiten wollten. Kivengere antwortete auf den Aufruf und wurde für vier Tage nach Dodoma geschickt. Die Reise dorthin unternahm er zusammen mit seiner Frau und seiner ersten Tochter. Er wurde zu einem begabten, begeisternden und beliebten Lehrer.
1969 wurde er vom südafrikanischen Evangelisten Michael Cassidy eingeladen, eine Niederlassung von dessen Organisation African Enterprise auch in Ostafrika aufzubauen, was er mit großer Leidenschaft tat. Die beiden wurden Freunde, die gut zusammenarbeiten konnten. 1972 wurde er zusätzlich Bischof von Kigezi. In den 1970er-Jahren erreichte er auch in Deutschland Tausende mit seiner Botschaft. Im Jahr 1975 trat er als Sprecher auf der großen von Billy Graham organisierten internationalen Jugendkonferenz Eurofest '75 in Brüssel auf.
Der für seine Brutalität bekannte Diktator Ugandas Idi Amin, der 1971 bis 1979 an der Macht war, verfolgte die Christen und deren Führungspersönlichkeiten. Die Spannungen zwischen Kirchenführern und dem Regime von Idi Amin nahmen besonders 1976 stark zu. Kivengere hielt am 30. Januar 1977 eine Predigt zum Wert des Lebens (englisch: The Preciousness of Life) vor Regierungsmitgliedern, in der er gegen den Terror des Regimes Amins gegenüber der Bevölkerung protestierte. Dies führte zu einer Gegenreaktion der Amin-Regierung, die das Haus von Erzbischof Janani Luwum am 5. Februar auf Waffen durchsuchen ließ. Daraufhin sandten Luwum und die meisten Bischöfe am 8. oder 12. Februar einen scharfen Protestbrief an Amin. Dieser beschuldigte nun den Erzbischof des Landesverrats und ließ ihn sowie die zwei als bekennende Christen bekannten Minister Arphaxas Charles Oboth Ofumbi und Wilson Oryema festnehmen und umbringen. Kivengere und seine Frau Mera dagegen konnten im letzten Moment mit ihrem Auto nach Ruanda flüchten.
Er schrieb das Buch Ich liebe Idi Amin, das sehr viel Aufsehen erregte. Festo Kivengere war davon überzeugt, dass die Liebe des Gekreuzigten auch dem Massenmörder Idi Amin gelte. Er erklärte: „Am Kreuz sagte Jesus: ‚Vater, vergib ihnen, denn sie wissen nicht, was sie tun.‘ So böse wie Idi Amin war, wie kann ich ihm gegenüber weniger tun?“ (Original Wortlaut: “On the cross, Jesus said, ‘Father, forgive them, because they don’t know what they are doing.’ As evil as Idi Amin was, how can I do less toward him?”)
Nach der Flucht Amins kehrte Kivengere nach Uganda zurück und predigte vor allem Vergebung und Versöhnung und erreichte viele Menschen mit dem christlichen Glauben. Trotz Gefahr für ihn unterließ er es nicht, Apollo Milton Obote, den Nachfolger Amins, für sein Fehlverhalten zu kritisieren, das insbesondere die Ethnie der Banyarwanda zu spüren bekam. Kivengere starb im Jahr 1988 an Leukämie.

## Familie
Festo Kivengere hatte mit seiner Frau Mera vier Töchter. Er nannte sie Peace (Frieden), Joy (Freude), Hope (Hoffnung) und Charity (Karitas).

## Publikationen (Auswahl)
- Accepted by God, 1972.
- Christ and Calvary love, 1973 und 2013.
- Love unlimited, G/L Regal Books, 1975, ISBN 978-0-8307-0374-6.
- Uganda Recovering from Amin, The Indianapolis News, Indianapolis 7. Mai 1980.
- The Spirit is moving, African Christian Press, Ghana 1976 und African Entreprise, Spokane 1979.
- Bread of life, 1981.
- Love God - Love Neighbor and Live, 1981.
- Broken relationships restored, 2013.
- Christ is the renewer. Woman caught in adultery, 2013.
- Christ, the dynamic of life. Loved by the Prince. Jonathan and David, 2013.
- Come near to me - Grace and guilt, 2013.
- Entering Christ's kingdom, 2013.
- Expose your life to the touch of Calvary, 2013.
- Extravagant love, 2013.
- Festo relates his escape story, 2013.
- I am your brother, 2013.
- Jacob, a seeker after blessings, 2013.
- Jesus came all the way - Jesus says "Come.", 2013.
- Liberated to live, 2013.
- Life running over, 2013.
- Revolutionary Love, Community Christian Ministries 2018, ISBN 978-1-882840-03-8.

### Deutsche Übersetzungen
- Fragen, die uns bewegen, Brunnquell Verlag, Metzingen.
- Wenn Gott handelt. Schwengeler Verlag, Heerbrugg 1976, ISBN 3-85666-009-4.
- Ich liebe Idi Amin – Uganda heute: Triumph der Liebe mitten in Leiden und Verfolgung. Hänssler Verlag, Neuhausen-Stuttgart 1977, ISBN 978-3-7751-0363-3.
- Haben Sie Probleme? Lebenshilfe für den Umgang miteinander, Schulte, Wetzlar 1977, ISBN 978-3-87739-287-4.
- Liebe, die den Haß besiegt. R. Brockhaus Verlag, Wuppertal 1978, ISBN 3-417-20270-1, Bd. 270.
- Erneuerte Gemeinden: Berichte und Ansprachen von Bischof Festo Kivengere. Telos-Verlagsgruppe, Ulm 1975.
- Mein Leben soll sein Spiegel sein. R. Brockhaus Verlag, Wuppertal 1982.
- Jesu Gnade genügt. Bibelarbeiten über den Epheserbrief. Phono- und Schriftenmission des Missionstrupps Frohe Botschaft, Grossalmerode 1976.